# دودل (موقع الكتروني)
دودل هي أداة تقويم سويسرية عبر الإنترنت لإدارة الوقت وتنسيق الاجتماعات. يقع مقرها في زيورخ، سويسرا، وتعمل منذ عام 2007. لها مكاتب في برلين وتل أبيب وبلغراد.

## الملكية وعلاقات العمل
في عام 2014، زادت شركة تاميديا "Tamedia" الإعلامية السويسرية حصتها في دودل إلى 100 بالمائة.

## روابط خارجية
- الموقع الرسمي